# Fontaria scabra
Fontaria scabra är en mångfotingart som beskrevs av Karl Wilhelm Verhoeff 1936. Fontaria scabra ingår i släktet Fontaria och familjen Xystodesmidae. Inga underarter finns listade i Catalogue of Life.